# Людвік Лілле
Людвік Лілле (пол. Ludwik Lille; 23 жовтня 1897, Підволочиськ — 23 квітня 1957, Париж) — польський живописець, ілюстратор і графік, критик єврейського походження. Представник сюрреалізму в 1930-і і метафоричного мистецтва в 1940—1950-і роки.

## Біографія
Людвік Лілле народився 23 жовтня 1897 року в селі Підволочиськ.
Вивчав медицину у Львові. У 1918—1919 зблизився з представниками екзистенціалізму, що групувалися навколо журналу «Zdrój» (Познань).
У 1920 разом з формістами експонував свої роботи у Львові, Кракові та Варшаві.
У 1921 переїхав до Берліна. Навчався у Вищій школі будівництва та художнього конструювання, пізніше повернувся до Львова.
У 1923—1925 — прихильник німецького стилю «нова дійсність».
У 1923—1937 р. займався ілюструванням, сценографією, проектував декорації для вистав експериментальних львівських театрів (театр «Семафор», з 1925), керував молодіжним об'єднанням «Артес» (до 1930), яке провело 12 вернісажів у Західній Україні.
У 1924 працював у студії О. П. Архипенко в Берліні.
Був заступником голови, пізніше головою профспілки польських творчих працівників займався популяризацією і критикою мистецтва, вів передачу на радіо.
У 1934 організував музей єврейського мистецтва у Львові і був його керівником.
У 1937 емігрував до Франції. Під час німецької окупації був членом польської групи французького руху Опору.
Після закінчення війни — голова Спілки польських художників у Франції та член Французького товариства художників (Société des Peintres-Graveurs).